# Осипян, Нина Ованесовна
Нина Ованесовна Осипян (Овсепян) (арм. Հովսեփյան Նինա Հովհաննեսի; 14 апреля 1913, Баку, Российская империя — 19 ноября 1977, Степанакерт, Азербайджанская ССР) — армянская советская театральная актриса

Заслуженная артистка Азербайджанской ССР (1954). Народная артистка Азербайджанской ССР (1962).

## Биография
В 1934 году окончила театральную студию при Бакинском армянском государственном театре и была принята в Степанакертский армянский драматический театр, в котором играла много лет.
Член ВКП(б) с 1942 года.
Особенно выделялась в ролях лиричных, нежных эмоциональных женщин.

## Избранные роли
- Маргарит, Сусан («Из-за чести», «Намус» Ширванзаде),
- Севиль, Алмас (о. п. Джабарлы),
- Хураман («Вагиф» Вургуна),
- Джемма («Овод» по Э. Войнич),
- Эмилия («Отелло» Шекспира),
- Кручинина («Без вины виноватые» А. Н. Островского);
- Гертруда («Мачеха» Бальзака).